# Robert Hughes (Produzent)
Robert Hughes (* 2. April 1929 in South Bend, Indiana; † 24. Juli 1972 in New York City) war ein US-amerikanischer Filmproduzent und Regisseur im Bereich des Dokumentarfilms.

## Leben
Hughes realisierte verschiedene Dokumentarfilme über bekannte Persönlichkeiten wie Ralph Ellison und Vladimir Nabokov. Außerdem arbeitete er für die Vereinten Nationen an verschiedenen Dokumentationen über Flüchtlinge und andere Themen. Die Fernsehdokumentation Arthur Penn, 1922-: Themes and Variants über den Regisseur Arthur Penn brachte ihm 1971 einen Emmy ein. In den 1950er und 1960er Jahren veröffentlichte er einige Bücher zum Thema Film.
Für Robert Frost: A Lover’s Quarrel with the World gewann Hughes 1964 den Oscar in der Kategorie Bester Dokumentarfilm. Neben der Produktionstätigkeit war er auch als Co-Regisseur und Drehbuchautor an dem Film beteiligt.
Hughes starb im Alter von 43 Jahren infolge eines Herzinfarkts. Zum Zeitpunkt seines Todes arbeitete er gerade an einer Dokumentation über Allen Funt. 
Hughes war von der Schauspielerin Tresa Hughes geschieden und hatte eine Tochter.